# Herrin Peak
Der Herrin Peak ist ein 1755 m hoher und vereister Berg im westantarktischen Ellsworthland. In der Heritage Range des Ellsworthgebirges ragt er 10 km südlich des Landmark Peak an der Ostflanke des Gowan-Gletschers auf.
Eine Geologenmannschaft der University of Minnesota, die zwischen 1963 und 1964 in diesem Gebiet tätig war, benannte ihn. Namensgeber ist John Marshall Herrin (1923–2017), Leiter der Hubschrauberstaffel des 62. Transportgeschwaders der United States Navy, welcher die Mannschaft bei ihrer Arbeit unterstützt hatte.